# Vladimíra Čerepková
Vladimíra Čerepková (4. února 1946 Praha – 11. srpna 2013 Saint Valéry en Caux, Normandie) byla česká básnířka. Patřila do okruhu beatníků, kteří vystupovali v Poetické vinárně Viola. Je s Václavem Hrabětem a Inkou Machulkovou řazena k nejvýznamnějším představitelům české beatnické poezie.

## Život
Matka Vladimíry Čerepkové byla Češka a otec asi sovětský důstojník, otce nepoznala. Poté, co jí matka onemocněla, žila od roku 1956 v dětském domově a diagnostických ústavech (tehdy tzv. záchytné domovy). Projevovala se jako nezvladatelná a z dětských domovů utíkala. Na Střední keramické škole v Bechyni studovala pouze rok (1961), poté se živila krátkodobými zaměstnáními. Několikrát se pokusila o demonstrativní sebevraždu a v roce 1962 byla léčena v psychiatrické léčebně v Bohnicích. Od roku 1963 žila v Praze; od šestnácti let publikovala časopisecky básně a spolupracovala s poetickou vinárnou Viola. V roce 1968 opustila se svým tehdejším manželem Československo a emigrovala do Francie.

## Dílo
- Ryba k rybě mluví, Praha, Československý spisovatel, 1969[4]
- Ztráta řeči, Kolín nad Rýnem, Index, 1973
- Extra dry silence, Paříž, 1988
- Bez názvu, v překladu Sans titre, Paříž, 1991
- Básně, Praha, Torst, 2001
- Zimní derviš, Praha, Torst, 2008
- Nabíledni prázdno, Praha, Torst, 2014 (básně z pozůstalosti)